# Rüdiger Döhler
Pour les articles homonymes, voir Döhler.
Rüdiger Döhler, né le 24 août 1948 à Rochlitz et mort le 28 septembre 2022, est un orthopédiste et chirurgien allemand. Il publie également sur l'histoire médicale et étudiante.

## Biographie
Döhler grandit à Erlau et Hohen Neuendorf. En janvier 1958, sa famille s'est réfugiée à Bremerhaven. Le 31 mars 1963, il est confirmé dans l'église du Christ de Geestemünde (de) par le pasteur Henning von Wedel (1925-2018). Après avoir été diplômé de l'école Wilhelm-Raabe (de), il rejoint la marine allemande en tant que candidat officier de réserve (San) dans l'équipage X/67. Libéré comme cadet de la marine, il étudié la médecine à l'Université Christian-Albert de Kiel avec une bourse de la Bundeswehr. Renard du Corps Palaiomarchia-Masovia (de), depuis le 23 janvier 1969, il est reçu le 18 juin 1969. Après avoir passé ses examens de physique, il rejoint à l'Université de Heidelberg. Comme il doit devenir en 1973 porte-parole de l'association Kösener SC pour le SC à Kiel, il retourne donc dans le Nord pour le semestre d'été 1972. Après deux semestres à l'Université d'Hambourg, il termine ses études à Kiel. Après l'examen d'État en janvier 1975, il est assistant médical à Kiel (médecine interne), Bremerhaven (chirurgie) et Essen (pathologie). Il obtient le titre de docteur en médecine en décembre 1976 avec une thèse de doctorat sous la direction de Gert Zierott dans le service de chirurgie de Kiel. Après sa licence d'exercice de la médecine, il reste un an à l'hôpital universitaire d'Essen (de) sous la direction de Lutz-Dietrich Leder (de) afin de se familiariser avec les bases des tumeurs osseuses. D'avril 1977 à novembre 1979, il est médecin assistant de Günther Heinemann au service de chirurgie de la clinique de Minden (de). En février 1983, il devient spécialiste en orthopédie avec Walter Blauth à l'hôpital universitaire de Kiel. Au cours de l'été de cette année-là, il escalade l'Hochweiße (de)  avec des habitants de la région. En mars 1984, il se rend en Écosse avec sa famille. Grâce à une bourse de la Fondation allemande pour la recherche, il est chargé de recherche avec Sean P. F. Hughes (de) à l'Université d'Édimbourg. Il exerce une activité clinique en tant que registraire honoraire à l'hôpital orthopédique Princess Margaret Rose et de chargé de cours suppléant à la Royal Infirmary. Après avoir parcouru le Knoydart, il revient à Kiel en septembre 1985 en tant que médecin-chef. Afin de se consacrer au traitement chirurgical de la scoliose, de la spondylarthrite et du spondylolisthésis, il travaille avec Hans-Henning Matthiaß (de) à l'hôpital universitaire de Münster (de) à partir de 1988. En 1990, il tourne le dos à l'orthopédie. En 1992, il devient également chirurgien avec Friedrich Hennig (de) à l'AK Altona (de). L'année suivante, il obtient une spécialisation en chirurgie accidentelle. Il peut poursuivre ses travaux de recherche avec Werner Lierse (de) en anatomie à l'hôpital universitaire d'Hambourg-Eppendorf (de) et terminer son habilitation en 1993. L'Université d'Hambourg le nomme maître de conférences privé. Il est membre du club académique d'Hambourg (de) depuis 1992.

### Mecklembourg

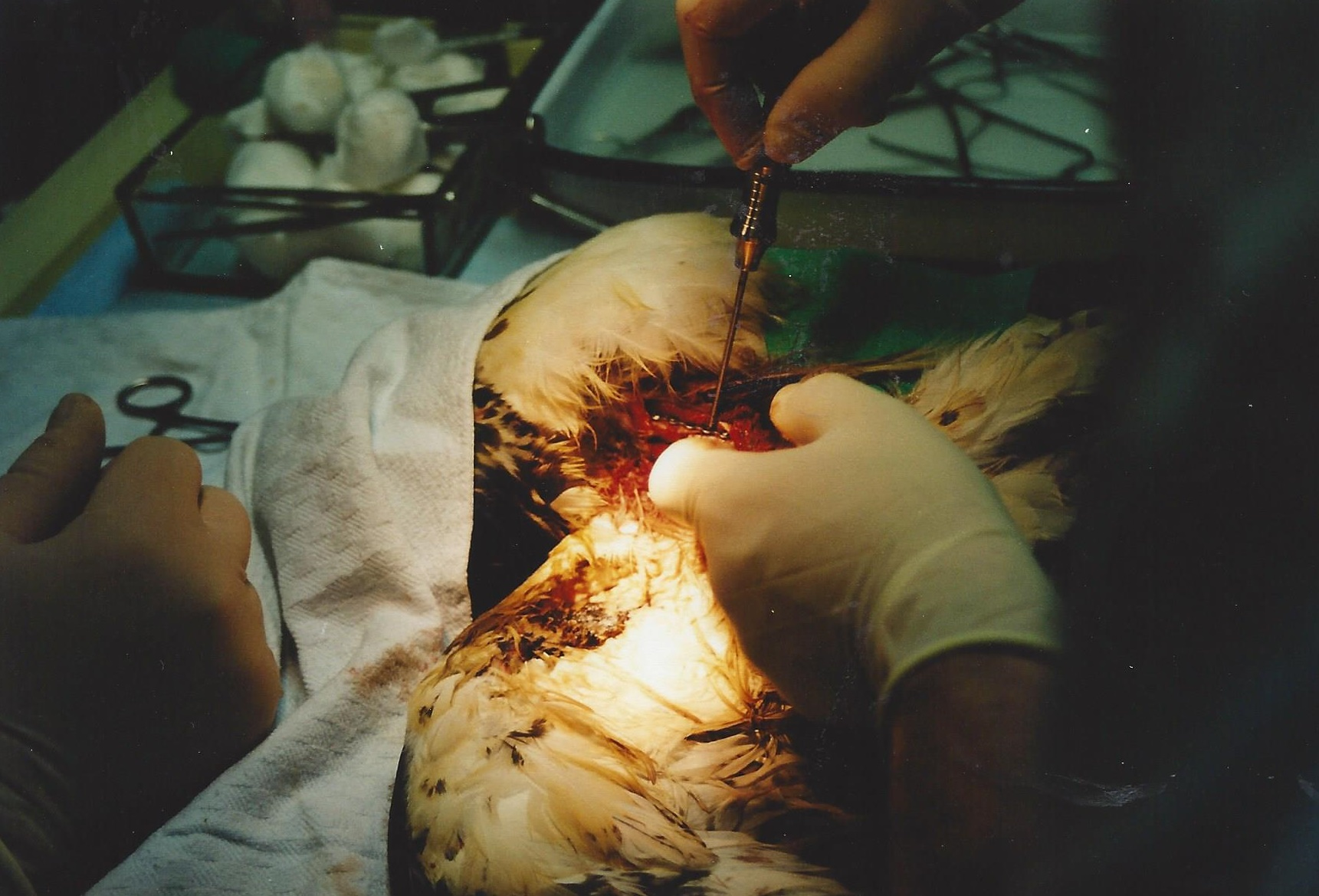
Chirurgie traumatologique chez les buses

En tant que médecin-chef, M. Döhler participe à partir de 1995, avec sa deuxième épouse Marlo née Kröpelin, à la construction du nouvel hôpital à Plau am See. L'accent est mis sur les soins polytraumatisés, les endoprothèses et la chirurgie septique. En 1996, avec le maire de Plau de l'époque, Hans-Heinrich Jarchow (de), il fonde le mécénat de l'hôpital de Plau pour la section médicale du Mecklembourg-Poméranie-Occidentale (F 218). Il promeut la coopération civilo-militaire avec l'hôpital de Plau et l'université de médecine de Greifswald (de). Depuis 1996, il est réhabilité à la Charité, et à partir de 1998, il construit le premier centre de chirurgie de la main avec service de réimplantation dans le Mecklembourg-Poméranie-Occidentale avec Jacek Kotas et Robert Jäckel,,.
La clinique organise un stage d'instrumentation pour le compte du groupe de travail sur les problématiques d'ostéosynthèse (de). Elle anime huit conférences sur la chirurgie orthopédique et cinq sur la chirurgie de la main,,,,,,,,. Parmi les orateurs figurent Jochen Fanghänel (de), Joachim Löhr (de) (1996), Friedrich Hennig (de), Wolfram Neumann (de), Dieter Wessinghage (de), Hans-Georg Willert (de), Ludwig Zichner (de) (2000), Axel Ekkernkamp (de), Norbert Haas (de), Dieter Havemann (de), Friedrich Hennig, Peter Hertel (de), Dietmar Wolter (de) (2001), Hans Roland Dürr (de), Peter Hinz (de) (2002), Siegfried Behrens (de) (2005), Christian Jürgens (de) et Wolfram Mittelmeier (de) (2006). La soirée de la fête du village à Wahlstorf du symposium sur les traumatismes (2001) est restée dans la mémoire générale.
Döhler aide le vétérinaire Liebig à Röbel/Müritz à soigner des oiseaux de proie blessés pour la ferme d'aigles et de faucons du château de Wredenhagen (de). De 1999 à 2004, 32 oiseaux subissent une ostéosynthèse,. 23 sont relâchés dans la nature. Le Royal College of Surgeons of Edinburgh (en) lui décerne une bourse en 1999. En mars 2001, il opère avec un chirurgien traumatologue de Stuttgart au Saddam Center for Reconstructive Surgery à Bagdad. À Plau, il opère des patients de Pologne, d'Ukraine, d'Asie centrale et d'Afrique pour le Friedensdorf International (de) et la Fondation « Mémoire, responsabilité et avenir » (de),,. En janvier 2006, l'Université de Greifswald le nommé professeur. En tant que directeur de thèse, il supervise les thèses des médecins résidents Antje Brümmer (2006) et Grit Morawietz (2007).
Il joue souvent du piano à quatre mains avec Christiane Klonz. Avec le collegium musicum Parchim, il joue le Concerto en ut mineur de Bach (BWV 1060) ; lors de la Fête de la Réformation 1999 à l'église Sainte-Marie de Plau am See (de) et pour le 315e anniversaire de Bach dans l'église Saint-Georges de Parchim (de),. Avec deux collègues de Gadebusch et de Plau, il fonde le Mecklenburger Ärztetrio. Il est un temps conseillé par Götz Teutsch (de), premier des violoncellistes de la Philharmonie de Berlin. Le trio joue à Plau le trio avec piano op.1.3 de Beethoven et le trio avec piano no. 1 de Schubert. Les concerts sont rendus possibles par Matthias Kunze (de). Lorsque la DGOT (de) fête son centenaire le 4 octobre 2001 sous la direction de Wolfram Neumann (de), Döhler joue le Concerto en ré mineur de Bach (BWV 1052). Au printemps suivant, il donne également des concerts avec l'orchestre de l'Université Otto-von-Guericke de Magdebourg au Panthéon de Rome, à la basilique Saint-François d'Assise et à l'église Saint-Pierre de Magdebourg. Lors de la réunion de fondation du Förderverein St. Marien e. V. Plau am See il est élu président le 7 septembre 2007. Il ne peut pas assumer cette fonction honorifique en raison d'un changement professionnel de dernière minute, mais il est resté attaché à l'association.

### Hambourg
En janvier 2008, il est passé au service de l'hôpital des accidents de l'association professionnelle d'Hambourg (de), qui l'affecte à la clinique Elmshorn en tant que médecin urgentiste pendant quelques mois, puis au BG Reha-Zentrum City Hamburg. En 2010, il est nommé directeur médical du Centro Médico La Paz (de) à Bata, en Guinée équatoriale, pour Marseille-Kliniken AG (de). L'interprète est Nicolas Koslowski, diplômé du lycée de Hambourg. Depuis janvier 2011, il est responsable de la recherche et de l'enseignement au BUK Hamburg. Retraité depuis 2013, il effectue quatre voyages sur le Deutschland en tant que médecin de bord. Depuis 2014, il vit à nouveau avec sa femme à Plau am See.

### Divers
Döhler navigue plusieurs fois à la Semaine de Kiel, dans la 39e Semaine de la Mer du Nord (de) (Rund Skagen) et à la Semaine de Cowes 1975 (Fastnet Race). En août 1982, il navigue d'Oban à travers le canal calédonien à travers la mer du Nord jusqu'à Skagen et Kiel. Chevalier d'honneur de l'Ordre de Saint-Jean depuis 1980, il s'occupe des hôpitaux de l'ordre à Stendal et Genthin de 1982 jusqu'à la réunification. En tant que chevalier légal, il quitte l'ordre en 1990 à sa propre demande. Il dirige la reconstruction du Corps Masovia Königsberg zu Potsdam et est 2001-2006 président de l'association des anciens. En 1993, il est promu médecin de réserve de la flotte au sein de la première escadre de destroyers du capitaine de vaisseau Jörg Owen. En 1994, il effectue un stage au National Naval Medical Center. Il reçoit l'insigne du personnel navigant (de) en argent et est commandant du régiment hospitalier 71 (na) à partir de 2003,. Avec la dissolution de l'organisation hospitalière de réserve, il est remercié le 1er décembre 2007 par Berndt Röder (de) et Arno Roßlau (de) à l'hôtel de ville de Hambourg. Le président fédéral (Gauck) le remercie pour son travail sur Wikipédia sur les récipiendaires de la Croix fédérale du Mérite en 2014 en l'invitant au concert de l'Avent au château de Bellevue. Pour le 75e anniversaire de l'attentat de Stauffenberg, il prononce un discours commémoratif le 21 juillet 2019 dans la salle d'exécution du Mémorial de Plötzensee (de),,. Du premier mariage avec la violoncelliste Engel v. Bülow (Beyernaumburg) il a deux filles et un fils avec cinq petits-enfants.

## Postes honorifiques
- Médecin d'État de l'aide aux accidents Johanniter Schleswig-Holstein (1986-1990)
- Membre de la convention de la faculté de médecine de l'Université Christian-Albrechts (1987-1988)
- Conseil consultatif de Chirurgische Allgemeine (de), depuis sa fondation en 2000[45]
- Conseil consultatif awiso, depuis sa fondation en 2005
- Membre des 4e et 5e Assemblée de chambre de l'Association médicale de Mecklembourg-Poméranie-Occidentale (de)
  - Comité de la formation continue (2003) [46]
  - Conseil de l'hôpital (janvier 2007) [47]
- Président de l'association pour la recherche historique sur les corps d'étudiants (depuis 2009)

## Publications (sélection)

### Pathologie, chirurgie et orthopédie

#### Article de magazine
- mit C. Stambolis und W. Havers: Wilms-Tumor mit Budd-Chiari-Syndrom und rechtsatrialem Tumorthrombus. pädiatrische praxis 20 (1978), S. 243–247; chirurgische praxis 25 (1979), S. 95–99.
- mit G. Heinemann: Eventration des Zwerchfells mit ipsilateraler Nebenlunge und intestinaler Nonrotation. Z Kinderchir 25 (1978), S. 258–262.
- mit C. Stambolis und Lutz-Dietrich Leder (de): Massive Leberzellnekrosen bei Herzinsuffizienz. Medizinische Welt 11 (1979), S. 393–396, PMID 431370.
- mit G. Heinemann: Angeborene Zwerchfell-Eventration. Fortschritte der Medizin 97 (1979), S. 1769–1771. PMID 540896
- mit G. Zierott: Intraoperative Spülungen mit Kochsalzlösung und Kanamycin in Hinblick auf die Wundheilung. chirurgische praxis 25 (1979), S. 571–575.
- mit G. Heinemann, W. Busanny-Caspari, M. D. Farrar: Chondrosarcoma of the first metatarsal – primary or secondary to enchondroma? Arch Orthop Traumat Surg 95 (1979), S. 221–225, 10.1007/BF00460122.
- mit D. Harms: Intraossäre Lipome. Z Orthop 119 (1981), S. 138–141, doi:10.1055/s-2008-1051435.
- mit M. Mann: Die Hüftluxation beim Spina bifida-Kind und ihre Behandlung. Schleswig-Holsteinisches Ärzteblatt 11/1981, S. 548–551.
- mit H.-L. Poser, D. Harms und Hans-Rudolf Wiedemann (de): Systemic lipomatosis of bone: a case report. J Bone Joint Surg [Br] 64-B (1982), S. 84–87, doi:10.1302/0301-620X.64B1.7068726.
- Knochenzysten – warten oder operieren? Schleswig-Holsteinisches Ärzteblatt 11/1983, S. 787–792.
- mit L. Al-Arfaj und W. Löffler: Komplette Unterarmfrakturen bei Kindern. Möglichkeiten und Grenzen der konservativen Therapie. Eine Analyse von 195 Fällen. Unfallheilkunde 86 (1983), S. 22–27, PMID 6836769.
- mit J.-D. Herrlinger: Hyperostose der Sternoklavikulargelenke – eine Enthesopathie? Z Orthop 121 (1983), S. 92–97, doi:10.1055/s-2008-1051321.
- mit B. Helbig und P. Wagner: Mobilization of frozen shoulder under general anaesthesia. Acta Orthop Belg 49 (1983), S. 267–274, PMID 6868988.
- Multiple Chondrome – Heilung nach pathologischer Fraktur. RöFo 141 (1984), S. 716–717, doi:10.1055/s-2008-1053224.
- mit H. Hamelmann und U. Lasson: Aggressive Fibromatosen. Der Chirurg 55 (1984), S. 174–178, PMID 6714018
- mit B. Helbig: Fasciitis nodularis beim Sportschützen. Z Orthop 123 (1985), S. 76–78, doi: 10.1055/s-2008-1045113.
- mit M. R. H. Khan und Sean P. F. Hughes (de): Instability of the cervical spine after anterior interbody fusion: A study on its incidence and clinical significance in 21 patients. Arch Orthop Traumat Surg 104 (1985), S. 247–250, doi:10.1007/BF00450219.
- Die sogenannte Chondropathia patellae. Wehrmedizinische Monatsschrift 30 (1986), S. 288–293.
- mit W. A. Souter, I. Beggs und G. D. Smith: Idiopathic hyperphosphatasia with dermal pigmentation: A twenty year follow-up. J Bone Joint Surg [Br] 68-B (1986), S. 305–310, doi: 10.1302/0301-620X.68B2.3007527.
- mit S. Hughes: Fibrous dysplasia of bone and the Weil-Albright syndrome. Internat Orthop 10 (1986), S. 53–62, doi:10.1007/BF00266273.
- mit R. A. Buxton und A. W. Kinninmonth: Second femur fracture after hemiarthroplasty of the hip: salvage procedure by Partridge bands and long-stemmed prosthesis. Arch Orthop Trauma Surg 105 (1986), S. 375–376. doi:10.1007/BF00449947.
- mit S. Robertson und S. Hughes: The effect of sympathomimetic drugs on bone capillaries. Arch Orthop Traumatic Surg 105 (1986), S. 62–65, doi:10.1007/BF00625663.
- mit Th. v. Rothkirch und O. Schwarz: Morbus Köhler I: Langzeitbeobachtungen bei 31 Fällen. Beitr Orthop Traumatol 34 (1987), S 361–364, PMID 3663088.
- Ankylosierende Hyperostose des Sternoklavikulargelenks. Dtsch Med Wochenschr 112 (1987), S. 304–305, doi:10.1055/s-2008-1068048.
- mit S. Hughes, K. M. Tan, H. J. Watson und J. H. S. Scott: Lateral mass fusion for lower back pain. Arch Orthop Traumat Surg 106 (1987), S. 381–384, doi:10.1007/BF00456874.
- mit Atli Þór Ólason: Deltaformation in foot polydactyly. Arch Orthop Traumat Surg 107 (1988), S. 348–353, doi:10.1007/BF00381060.
- mit G. Hasselhof, F. F. Hennig: Femurnagelung von Küntscher. Eine 74-jährige Krankengeschichte. Der Chirurg 62 (1991), S. 639, PMID 1760959
- mit F. F. Hennig, H. J. Raithel und K. H. Schaller: Nickel-, chrom- and cobalt-concentrations in human tissue and body fluids of hip prosthesis patients. J Trace Elem Electrolytes Health Dis 6 (1992), S. 239–243, PMID 1304233
- mit Martin-Leo Hansmann (de): Plasmazelluläre und sklerosierende Osteomyelitis. Eine Nachuntersuchung von 21 Patienten. Der Chirurg 64 (1993), S. 190–194, PMID 8482127
- mit F. Hennig und S. Hughes: Zur Reagibilität von kortikalen Knochenkapillaren. Funktionelle TEM-Analyse mit Adrenalin, ATP und Insulin. Langenbeck’s Arch Chir 380 (1995), S. 176–183, doi:10.1007/BF00207726.
- mit S. P. F. Hughes: Morphologische Wirkung von Adrenalin und Insulin auf Knochenkapillaren nach Rezeptorenblockade. Eine funktionelle TEM-Analyse. Langenbeck’s Arch Chir 382 (1997), S. 164–166, doi:10.1007/BF00207726.
- Erkrankungen der Wirbelsäule – interdisziplinäre Herausforderungen. Med Welt 46 (1996), S. 171–174.
- mit J. Menck und A. Döbler: Zur Vaskularisation des Humerus. Langenbeck’s Arch Chir 382 (1997), S. 123–127, doi:10.1007/BF02498662.
- mit R. Feeser: The helix wire in proximal humeral fractures. Osteosynthese International 8 (2000), S. 224–227.
- mit L. Nebermann und L. Perlick: Treatment of enterogenic endotoxinemia with lactoferrin in rats. Langenbeck´s Arch Surg 386 (2001), S. 146–149, doi:10.1007/s004230000191.
- mit L. Nebermann: Bovine colostrum in oral treatment of enterogenic endotoxaemia in rats. Crit Care 6 (2002), S. 536–539, doi:10.1186/cc1819.
- Suprakondyläre Korrekturosteotomie beim posttraumatischen Cubitus varus. Unfallchirurg 105 (2002), S. 397–400, doi:10.1007/s00113-001-0368-1.
- Brauchen wir neue Hüftendoprothesen? Chirurgische Allgemeine 7 (2006), S. 471–475.
- mit M. Napp, B. Stengel und J. Buschmann: Osteofibröse Dysplasie der Tibia Campanacci. Ein 12-Jahresergebnis. Der Chirurg 80 (2009), S. 241–244. doi:10.1007/s00104-008-1591-x

#### Contributions
- mit E. Schuchardt und J. Hassenpflug: Funktionelle Anatomie und Diagnostik am Bandapparat des Kniegelenkes, in: R. Rahmanzadeh, M. Faensen (Hrsg.): Bandverletzungen an Schulter, Knie- und Sprunggelenk. Schnetztor, Konstanz 1983, S. 57–69.
- mit W. Blauth: Zur Behandlung großer Achillessehnendefekte, in: H. Rieckert (Hrsg.): Sportmedizin – Kursbestimmung. Springer, Berlin Heidelberg 1987, S. 252–259.
- mit W. Blauth: Kniegelenksnahe Umstellungsosteotomien, in: W. Küßwetter (Hrsg.): Kniegelenksnahe Osteotomien. Thieme, Stuttgart New York 1987, S. 10–28.
- Verletzungen und ihre Folgen, in: A. Reichelt (Hrsg.): Orthopädie. Enke, Stuttgart 1993,  (ISBN 3-432-25201-3). GoogleBooks
  - Orthopädische Gesichtspunkte in der Traumatologie der Haltungs- und Bewegungsorgane, S. 203–208.
  - Orthopädische Aspekte und Spätfolgen von Verletzungen der Wirbelsäule, S. 251–253.
  - Verletzungen und Verletzungsfolgen des Schultergelenkes, S. 276–277.
  - Verletzungen und Verletzungsfolgen an Ellenbogengelenk und Unterarm, S. 281–282.
  - Verletzungen und Verletzungsfolgen am Hüftgelenk, S. 345–347.
  - Verletzungen und Verletzungsfolgen am Kniegelenk, S. 374–376.
  - Verletzungen und Verletzungsfolgen am oberen Sprunggelenk, S. 379–380.
  - Verletzungen und Verletzungsfolgen am unteren Sprunggelenk, S. 407.
- mit H. von Kroge, P. Sweeney und D. Berghoff: Die Duokopfendoprothese bei medialen Schenkelhalsfrakturen – eine retrospektive Analyse von 205 Patienten, in: H.-G. Breyer (Hrsg.) Bipolare Hüftgelenksprothesen. Einhorn, Reinbek 1996, S. 85–90.
- mit A. Jürgens, K. Mader, K. Seide, J. Madert, A. Simon, J. Cruse, M. Liehn: Orthopädie, Unfallchirurgie und Handchirurgie (Kapitel 3), in: OP-Handbuch. Grundlagen, Instrumentarium, OP-Ablauf, 7. Auflage. Springer, Berlin Heidelberg 2021, S. 177–268.

### Histoire de la médecine
- Vom Barbier zum Chirurgen – Johann Dietz. Ein barockes Bürgerleben. Chirurgische Allgemeine 14. Jg. (2013), 10. Heft, S. 617–622.
- mit Thaddäus Zajaczkowski (de) und A. M. Zamann: Ludwig von Riediger – ein großer, in Deutschland vergessener Chirurg. Der Chirurg 84 (2013), S. 602–606. doi:10.1007/s00104-013-2496-x
- mit L. Konstantinou: Die Skelett-Tuberkulose – eine der ältesten Erkrankungen der Menschheit. Chirurgische Allgemeine 16. Jg. (2015), 10. Heft, S. 556–558.
- mit Th. Zajaczkowski: Geist und Handwerk der Chirurg Heinrich Klose. Der Chirurg 87 (2016), S. 614–618. doi:10.1007/s00104-016-0201-6
- mit Peter Kolmsee: Preußens Sanitätsdienst in den Einigungskriegen. Wehrmedizinische Monatsschrift 8 (2016), S. 254–258.
- mit Th. Zajaczkowski und J. Wiesner: Großer Mann der zweiten Reihe – der Danziger Chirurg Arthur Barth. Chirurgische Allgemeine 18. Jg. (2017), 9. Heft, S. 436–439.
- mit Th. Zajaczkowski: Der polnische Chirurg Antoni Jurasz – Frankfurt, Posen, Edinburgh, New York. Der Chirurg 90 (2019), S 762–768. doi:10.1007/s00104-019-1002-5
- mit Th. Zajaczkowski: Wilhelm Schultze – „Listers Apostel“ in Deutschland und Japan. Chirurgische Allgemeine 21. Jg. (2020), Heft 11–12, S. 585–589.
- mit Th. Zajaczkowski und Caris-Petra Heidel: Johann Adam Kulmus – zur Bedeutung seiner anatomischen Tabellen für die Chirurgie in Europa und für die Medizinerausbildung in Japan. Der Chirurg 61 (2020), S. 1070–1077. doi:10.1007/s00104-020-01231-6
- Der Chirurg Wilhelm Wagner und der Oberschlesische Knappschaftsverein. Der Chirurg 62 (2021), S. 742–748, doi:10.1007/s00104-021-01388-8
- mit Th. Zajaczkowski: Wilhelm Baum – Pionier der Danziger Chirurgie, Mentor und Lehrer von Theodor Billroth, Ordinarius in Greifswald und Göttingen. Der Chirurg 92 (2021), S. 1147–1154, doi:10.1007/s00104-021-01501-x
- mit Th. Zajaczkowski: Felix Hagen – Pionier der Urologie in Pommern. Chirurgische Allgemeine 2022.

### Histoire estudiantine
- Deutscher Idealismus und Corpsstudententum, in: Sebastian Sigler: Freundschaft und Toleranz. 200 Jahre Corps Bavaria zu Landshut und München. München 2006,  (ISBN 3-932965-86-8), S. 183–188.
- Der Seniorenconvent zu Königsberg. Ostpreußen und seine Corps vor dem Untergang. Einst und Jetzt, Jahrbuch des Vereins für corpsstudentische Geschichtsforschung, ISSN 0420-8870:
  - Teil I: Die Albertus-Universität – Die Königsberger Korporationen. Bd. 52 (2007), S. 147–176.
  - Teil II: Ostpreußen nach dem Ersten Weltkrieg – Das Königsberger Korporationsstudententum von 1918 bis 1933 (Otto v. Schott) – Corpsstudenten in der Verwaltung Ostpreußens Alte Corpsstudenten und Ostpreußen – Bibliographie. Bd. 54 (2009), S. 219–288.
- Säulen Preußens – Corpsstudenten als Oberpräsidenten preußischer Provinzen. Einst und Jetzt, Bd. 55 (2010), S. 143–148.

### Éditions et livres
- OP-Handbuch. Grundlagen, Instrumentarium, OP-Ablauf (de), 7 Auflagen. Springer, Berlin Heidelberg New York 1995–2021.
- Lexikon Orthopädische Chirurgie. Springer, Berlin Heidelberg New York 2003, Neudruck 2013,  (ISBN 978-3-642-62529-9).
- Corps Masovia. Die 175-jährige Geschichte von Königsbergs ältester und Potsdams erster Korporation im 21. Jahrhundert. München 2005,  (ISBN 3-00-016108-2). GoogleBooks
- mit G. von Klitzing: Siegfried Schindelmeiser: Die Albertina und ihre Studenten 1544 bis WS 1850/51 und Die Geschichte des Corps Baltia II zu Königsberg i. Pr. Erstmals vollständige, bebilderte und kommentierte Neuausgabe der acht Teile in zwei Bänden mit einem Anhang, zwei Registern und einem Vorwort von François-Frédéric de Prusse (de). München 2010,  (ISBN 978-3-00-028704-6).
- als Hrsg. mit Heinz-Jürgen Schröder (de) und Eike Sebastian Debus (de): Chirurgie im Norden. Zur 200. Tagung der Vereinigung Norddeutscher Chirurgen in Hamburg 2017. Mit einem Geleitwort von Horst Hamelmann und einem historischen Beitrag von Jutta von Campenhausen. Kaden Verlag, Heidelberg 2017,  (ISBN 978-3-942825-67-2).